# Cneo Cornelio Úrbico
Cneo o Gneo Cornelio Úrbico (en latín Gnaeus Cornelius Urbicus) fue un senador romano que desarrolló su cursus honorum entre el último cuarto del siglo I y el primer cuarto del siglo II, bajo los imperios de Domiciano, Nerva y Trajano.

## Carrera política
Miembro de la gens Cornelia, su único cargo conocido fue el de consul suffectus en 113, bajo Trajano, desempeñando esta magistratura entre los meses de septiembre y diciembre.